# Nicolae Văcăroiu
Nicolae Văcăroiu (n. 5 decembrie 1943, Cetatea Albă, Județul Cetatea-Albă, România) este un politician român, cel de-al 55-lea prim-ministru al României între 1992 și 1996 din partea PDSR. Între 2000 și 2008 a fost președinte al Senatului României din partea PSD.

## Origine
Nicolae Văcăroiu s-a născut în anul 1943, în orașul Cetatea Albă din Bugeac (azi în Ucraina), într-o familie de români basarabeni.

## Studii
În 1969, a absolvit Academia de Studii Economice București - Facultatea de Finanțe, specialitatea Finanțe-Credit.

## Activitate profesională
În perioada 1996-1997 a fost vicepreședinte al Băncii Comerciale Române.
În perioada 1990-1992 a fost secretar de stat în Ministerul Finanțelor, șef al Departamentului Impozite și Taxe din Ministerul Economiei și Finanțelor (1991), Președinte al Comitetului interministerial de Garanții și Credite de Comerț Exterior (1992).
În 1990, a fost adjunct al ministrului Economiei Naționale.
Între 1975 și 1985 a fost profesor asociat la Facultatea de economie tehnologică din cadrul Academiei de Studii Economice.
În perioada 1969-1990 a lucrat în Comitetul de Stat al Planificării, ajungând director general în 1987.

## Cariera politică

### Prim-ministru al României
În urma victoriei FDSN în alegerile din 1992, Văcăroiu a fost desemnat prim-ministru independent până în 1996. La 20 noiembrie 1992 a fost învestit în funcție ,independent , până in 1996, când s-a înscris in PDSR. Pe plan intern, mandatul său de premier a început cu unele reforme economice limitate în domeniile prețurilor, fiscal-bugetar, monetar și industrial, care au făcut posibilă reluarea, începând cu 1993, a creșterii economice a României. În perioada 1993–1996, PIB-ul a crescut cu 17,5%, după o contractare de 24,5% în perioada 1990–1992 imediat după căderea regimului comunist. După o scădere a producției industriale, în perioada 1990-1992, cu 49% s-a realizat în perioada 1993-1996 o creștere în acest sector de 22%. Această creștere nu era însă sustenabilă, multe întreprinderi rămânând sub managementul defectuos al statului, și au produs mult pe stoc doar pentru a raporta cifre în creștere ale producției; în același timp, investițiile străine erau aproape inexistente, întrucât Guvernul se opunea oricărei privatizări semnificative în industrie, deși la acea dată multe întreprinderi încă mai puteau fi vândute la prețuri rezonabile. Amânările acestea au făcut ca România să intre în recesiune la sfârșitul guvernării lui Văcăroiu, ca și Bulgaria.
În schimb, Văcăroiu a optat pentru o metodă ineficientă de privatizare — distribuirea unor titluri de acționar populației generale, cu opțiunea de a subscrie la unele companii de stat, fără însă a oferi nicio informație reală și pertinentă privind situația economică a acelor întreprinderi. La sfârșitul mandatului său, situația majorității întreprinderilor de stat era dezastruoasă, chiar și a Bancorex (o bancă ce se ocupa de comerțul exterior și avea perspective de succes), ceea ce a făcut ca România să fie aproape de incapacitatea de plată.
Pe plan internațional, în ce privește perspectiva aderării la Uniunea Europeană, la 1 februarie 1993 a fost semnat Acordul European de Asociere la Comunitatea Europeană, care a intrat în vigoare la 1 februarie 1995, iar în iunie 1995 a obținut acordul tuturor forțelor politice privind obiectivul aderării țării la Uniunea Europeană. De asemenea, s-a făcut prima cerere de aderare la NATO. În ce privește relațiile cu vecinii, convenirea de tratate bilaterale a întârziat. Cum Iugoslavia era sub embargo internațional din cauza acțiunilor sale în Croația și Bosnia, relațiile cu aceasta au fost înghețate. Republica Moldova și Ucraina acuzau România de iredentism, printre altele și pentru că coaliția ce sprijinea guvernul lui Văcăroiu cuprindea forțe naționaliste și conservator-comuniste (Partidul Unității Naționale Române, Partidul România Mare și Partidul Socialist al Muncii) și deoarece insista ca tratatele bilaterale să facă referire la pactul Ribbentrop-Molotov din 1939, care dusese la pierderi teritoriale pentru România în favoarea Uniunii Sovietice, de la care Ucraina și Moldova își moșteniseră frontierele (tensiunile s-au redus după vizite ale lui Văcăroiu și Oliviu Gherman la Chișinău și Kiev în prima jumătate a lui 1995). Ungaria, la rândul ei, negocia un tratat de bază, dar România refuza să accepte introducerea în acest tratat a unui angajament de a respecta recomandarea 1201 a Consiliului Europei privind minoritățile. Tratatul cu Ungaria s-a semnat în septembrie 1996, și în mai 1996 s-a putut semna și tratatul cu Iugoslavia, după acordul de la Dayton și ridicarea embargoului asupra acelei țări.

### Președintele Senatului, activitate parlamentară
În legislaturile 1996-2000, 2000-2004 și 2004-2008 a fost senator PDSR, și apoi PSD, de Argeș, ocupând în această calitate funcția de Președinte al Biroului Permanent al Senatului (1999–2000) și președinte al Senatului României (2000–2008) pe parcursul a două mandate consecutive (2000–2004 și 2004–2008). În legislatura 1996-2000, Nicolae Văcăroiu a fost membru în grupurile parlamentare de prietenie cu Marele Ducat de Luxemburg și Republica Federativă a Braziliei. În legislatura 2000-2004, Nicolae Văcăroiu a inițiat 4 propuneri legislative care au fost promulgate lege.
În această legislatură, Nicolae Văcăroiu a avut 1753 de luări de cuvânt. În legislatura 2004-2008, Nicolae Văcăroiu a inițiat 8 propuneri legislative din care 4 au fost promulgate lege și a avut 3686 de luări de cuvânt. Nicolae Văcăroiu a demisionat din Senat pe data de 20 octombrie 2008 și a fost înlocuit de senatoarea Luminița Gheorghiu.